# Athyrma dormitrix
Athyrma dormitrix là một loài bướm đêm trong họ Erebidae.